# 솔안터널

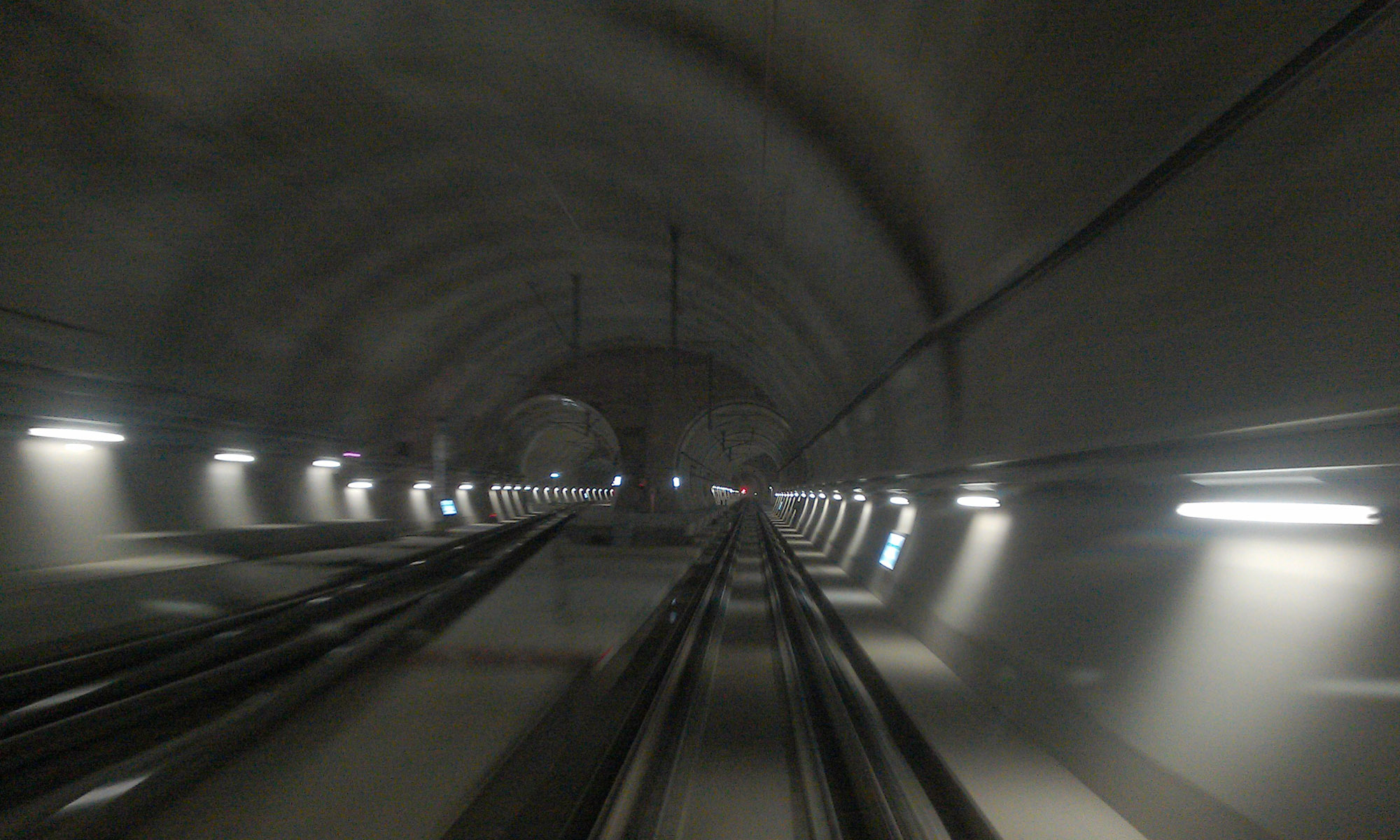
솔안역 신호장 구간

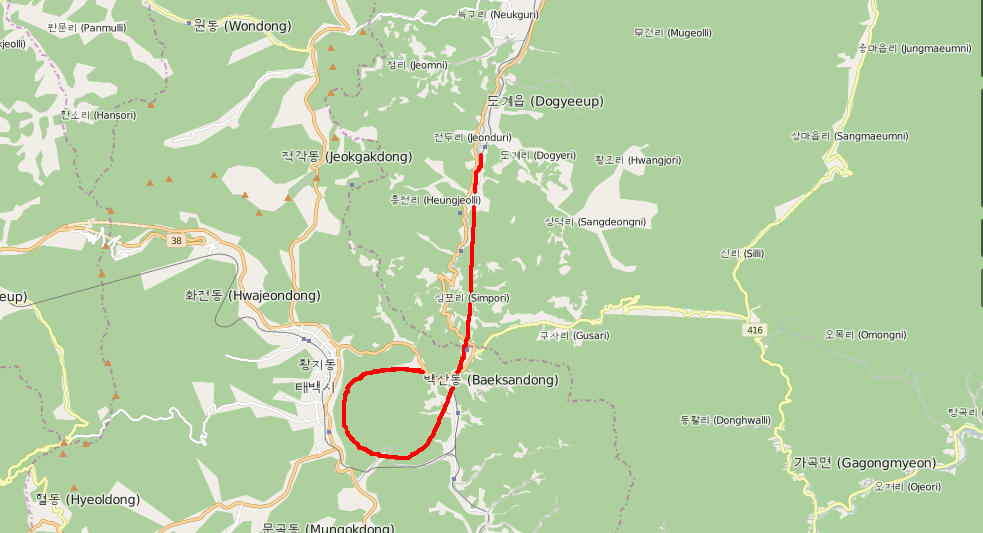
오픈스트리트맵에 표시된 솔안터널

솔안터널은 강원특별자치도 태백시 통동(동백산역 인근)과 강원특별자치도 삼척시 도계읍 흥전리(도계역 인근)을 잇는 영동선의 루프식 터널이다.

## 개요
기존 심포리역 ~ 흥전역 ~ 나한정역 구간을 대신할 루프식 터널로써 백두대간을 관통하는 16.2km로 국내에서 네 번째로 긴 최장거리 터널이다. 난공사로 인해 첨단기술과 전문인력이 투입되었으며 장기적으로 복선 전철화에 대비한 예비시설도 갖추었다. 솔안터널의 개통으로 영동선 열차는 5회 증편되었고 30퍼밀 이상 급구배 역시 24.5퍼밀로 크게 낮아져 노반 안정성을 확보하였다. 또한 기존 동백산역 ~ 도계역 구간 터널 16곳이 하나로 합쳐지게 되는 효과를 가져오게 됐다.

## 역사
- 2001년 : 솔안터널 착공
- 2006년 1월 : 솔안터널 관통
- 2012년 6월 27일 : 개통

## 피난 및 방재시설
- 터널 내부에는 100m 간격으로 비상구까지의 거리를 표시하는 비상구 유도등이 설치되어 있다.
- 400m 간격으로 비상전화가 배치되어 있다.
- 비상시 차량이 들어올 수 있는 사갱 2곳, 외부로 대피할 수 있는 솔안역 신호장구간에 수직구 1곳이 있다.
- 사갱 2곳, 수직구 1곳에 송풍기가 설치되어있다.

## 터널 개통 후 바뀐 점
- 터널 내부에 무인 신호장인 솔안역이 개역하여 심포리역, 흥전역, 나한정역을 대체한다.
- 통리역은 여객취급이 중단되었고, 동백산역이 통리역의 여객취급을 대신한다.
- 스위치백은 폐선과 함께 추추파크로 활용되며 현재 해당 구간은 스위치백트레인이 운행되고 있다.

## 같이 보기
- 영동선
- 율현터널
- 금정터널
- 원효터널
- 대관령터널 (철도)